# Paper Mario (videojuego)
Paper Mario es un videojuego de rol desarrollado por Intelligent Systems y publicado por Nintendo para la videoconsola doméstica Nintendo 64. Es el primer videojuego de la serie del mismo nombre. Lanzado por primera vez en Japón en el año 2000 y luego a nivel internacional en 2001, ha sido relanzado más tarde para la Consola Virtual de Wii en julio de 2007, la de Wii U en abril de 2015 y en Nintendo Switch Online + Expansion Pack el 10 de diciembre de 2021.
Paper Mario se sitúa en el Reino Champiñón, donde Mario intentará rescatar a la Princesa Peach del villano Bowser, quien ha encarcelado a los siete «Star Spirits», levantó su castillo hacia el cielo y derrotó a Mario después de robar el Star Rod de Star Haven y hacerse así mismo invencible. Para salvar el Reino, rescatar a Peach, recuperar el castillo y derrotar a Bowser, Mario debe localizar y rescata a los Star Spirits, que pueden anular los efectos del Star Rod robado, estos se consigue al derrotar a unos los secuaces de Bowser que protegen a los Star Spirits. El jugador controla a Mario y varios compañeros para resolver acertijos a lo largo del mapa y derrotar a los enemigos en un sistema de batalla por turnos. Las batallas son únicas en el sentido de que el jugador puede influir en la efectividad de los ataques al realizar las entradas requeridas del controlador conocidas como «comandos de acción».
Aunque Nintendo planeó inicialmente que Squaresoft —ahora conocida como Square Enix— desarrollase Paper Mario, la empresa estaba ocupada con Final Fantasy VII para PlayStation; así que Intelligent Systems se encargo. Ha recibido elogios, destacaron su concepto, sistema de batalla y gráficos, y fue calificado como el puesto 63.º de mejor juego creado en un sistema Nintendo en la lista «Top 200 Games» de la revista Nintendo Power en 2006. Le siguió una serie de secuelas, comenzando con Paper Mario: The Thousand-Year Door para la GameCube en 2004.

## Jugabilidad

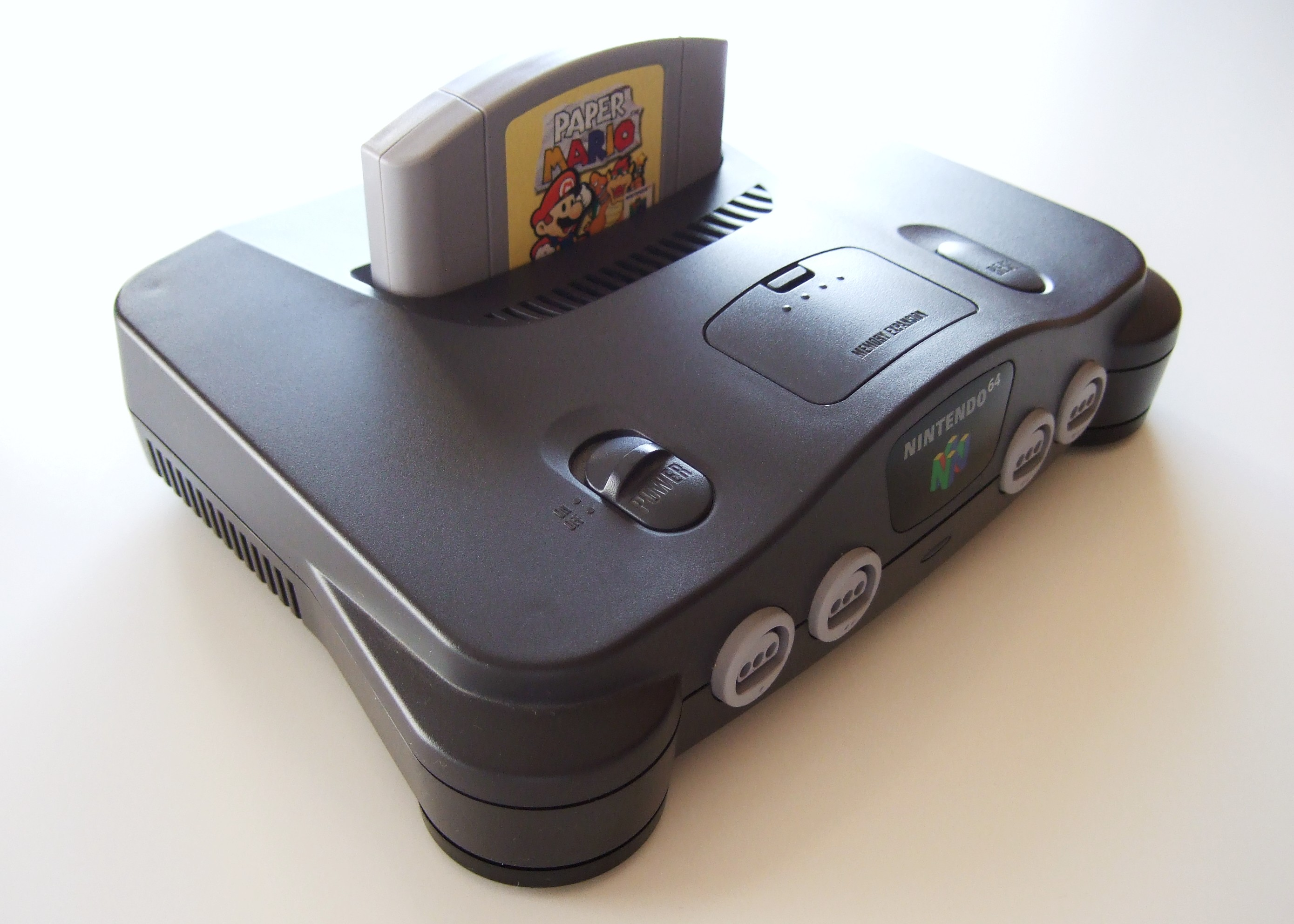
Cartucho de Paper Mario en una Nintendo 64

Paper Mario combina los elementos tradicionales de los juegos de rol (RPG, por sus siglas en inglés) con conceptos y características de la serie de Mario. Durante la mayor parte del título, el jugador controla a Mario, quien puede saltar y usar su martillo para superar obstáculos físicos colocados en el mapa. Muchos de los acertijos y límites del mismo se basan en las habilidades de los compañeros del personaje, cada uno de los cuales tiene una habilidad especializada requerida para progresar. El jugador reúne compañeros a medida que visita diferentes zonas; únicamente un compañero puede acompañar a Mario en el mapa, aunque el jugador puede intercambiarlos en cualquier momento.
Estos personajes también ayudan a Mario en las batallas por turno, donde el daño infligido contra ellos se refleja en una parálisis temporal porque los personajes no tienen estadísticas de puntos vitales. Los ataques son similares a los RPG tradicionales, aunque el jugador puede influir en el poder de un movimiento al atacar o defender al presionar un botón con precisión o al realizar algún otro comando de acción según sea necesario. Mario y sus compañeros tienen una capacidad limitada para realizar movimientos especiales, con cada uno de estos que consumen un determinado número de Flower Points cuando se realiza. Estas estadísticas se puede aumentar mediante la obtención de Star Points —puntos de experiencia— en el combate al subir de nivel. También hay un indicador en pantalla para mostrar la Star Energy, que se requiere para llevar a cabo otro tipo de movimiento que se acumulan a medida que el jugador progresa. Se puede localizar mejoras ocultas a lo largo del juego, las cuales permiten subir de rango una vez a uno de los acompañantes.
La progresión a través de Paper Mario depende de la interacción con los personajes no jugables (NPC, por sus siglas en inglés), quienes a menudo ofrecen pistas o detalles del próximo evento en la historia. Al igual que en otros juegos RPG, el jugador puede encontrar o comprar artículos de NPC para ayudarse dentro y fuera de combate. También se pueden obtener insignias que otorgan bonificaciones que van desde movimientos adicionales hasta restauración gradual de la salud durante el combate; cada uno consume una cantidad determinada de Badge Points, lo que significa que Mario solo puede equipar una cantidad limitada de insignias a la vez. La Princesa Peach se puede jugar en puntos particulares del juego como una línea de búsqueda recurrente. Los objetivos y acciones de cada secuencia de Peach varían, aunque la mayoría de veces las secciones son de sigilo.

## Trama y escenario
Ambientado en el Reino Champiñón, comienza cuando Mario y Luigi reciben una invitación de Peach para una fiesta en el castillo. Allí, cuando Mario y Peach están solos, Bowser levanta su castillo, y derrota a Mario con su invencibilidad que ganó al robar el Star Rod y encarcelar a los siete Star Spirits; Mario es arrojado del castillo en el cielo y aterriza en Goomba Village, donde Goombario y su familia lo ayudan. Mario y Goombario se dirigen al Star Summit, donde los siete Star Spirits debilitados le piden a Mario que los encuentre para detener la invencibilidad de Bowser. Mario y sus amigos van a por los cuatro Koopa Bros. En la fortaleza donde salvan al primer Star Spirit y encuentran el segundo en Dry, Dry Desert dentro de una fortaleza secreta gobernada por Tutankoopa. El tercero lo mantiene Tubba Bubba, una némesis que asusta a los Boos y se los come cuando es «invencible» —su corazón es su verdadero punto débil—. El cuarto lo guardan el General Guy y sus secuaces que viven en una caja de juguetes. Mario y sus nuevos amigos viajan a la Lavalava Land, una isla donde sus habitantes se ven amenazados por una inminente erupción volcánica. Después de salvar al quinto Spirit, viajan a un campo de flores para recuperar el sexto. Mario se convierte en sospechoso de asesinato cuando encuentra inconsciente al alcalde de Shiver City; después de resolver el misterio —que fue el propio accidente del alcalde—, Mario llega al Crystal Palace donde salva al último Star Spirit del Crystal King. Como ha salvado a todos los espíritus estelares, Mario se marcha al castillo de Peach. 
Mientras tanto, Peach intenta en numerosos intentos escapar del castillo junto a Twink. El jugador controla a Peach en una variedad de minijuegos cada vez que Mario salva a un Star Spirit, como hornear un pastel para un Shy Guy o incluso clonar la apariencia de los secuaces de Bowser con un paraguas mágico. Al final de cada segmento de juego con Peach, escucha a Bowser hablar sobre los jefes a los que Mario derrota antes de ser descubierta y luego transportado a su habitación nuevamente.
Mario entra al castillo y se enfrenta a Bowser; Con el poder de los siete Star Spirits, Mario logra vencer a Bowser al detener su invencibilidad, mientras Peach y Twink luchan contra el compañero de Bowser, Kammy Koopa. Mario y Peach, junto con sus amigos, finalmente ganan contra Bowser y Kammy. Los Star Spirits restauran el castillo a su lugar. Otro día, Mario y Luigi reciben una carta para otra fiesta, lo que lleva a un desfile a medida que avanzan los créditos del juego, y Mario y Peach miran fuegos artificiales juntos en su casa.

### Historia y personajes
La historia del juego se centra en Mario mientras intenta recuperar los siete Star Spirits, que han sido encarcelados en cartas de Bowser y su asistente, Kammy Koopa, han sellado en cartas de juego. Se requiere su poder combinado para negar los efectos del Star Rod, lo que hace que Bowser sea invencible. Una vez que Mario los rescata a todos, usa su ayuda para derrotar a Bowser y rescatar a Peach. La historia se presenta en el contexto de una novela, con cada aventura que implica el rescate de un Star Spirit indicada como un solo capítulo. Se puede jugar con Peach entre capítulos, donde se alía con un niño estrella llamado Twink en el castillo para transmitir información vital a Mario sobre su búsqueda.
Mario se alía con ocho compañeros en total, cada uno de los cuales representa un tipo diferente de enemigo de la serie Mario. Estos aliados son:
- Goombario, un Goomba, que tiene la capacidad de decir al jugador sobre cualquier personaje, cualquier escenario, y cualquier enemigo
- Kooper, un Koopa Troopa, con la capacidad de tirar su caparazón a objetos de otra manera inalcanzables
- Bombette, una Bob-omba, con la capacidad de destruir partes débiles de las paredes
- Parakarry, un Paratroopa, con la habilidad de ayudar a Mario a cruzar espacios demasiado grandes para saltarlos
- Lady Bow, una Boo, con la habilidad de hacer que Mario se vuelva invisible y transparente
- Watt, un Li'l Sparky, con la capacidad de iluminar las habitaciones —también, el único aliado en el juego con la capacidad de penetrar las defensas del enemigo— y ver objetos ocultos
- Sushie, un Cheep-Cheep, con la habilidad de permitir a Mario nadar
- Lakilester, un Lakitu, con la habilidad de permitir que Mario atraviese ambientes peligrosos, como picos y lava

Después de que el castillo de Peach es devuelto a la tierra y Mario derrota a Bowser, le cuenta su aventura a Luigi, que se había quedado en casa mientras Mario se embarcaba en la aventura. Peach organiza una gran fiesta para honrar a Mario y sus aliados por salvar todo el reino, a la que sigue un desfile durante los créditos.

## Desarrollo
Paper Mario ha sido desarrollado por Intelligent Systems. Shigeru Miyamoto se desempeñó como productor y consultó sobre el proyecto. Kumiko Takeda y Kaori Aoki escribieron el guion del juego, mientras que Naohiko Aoyama fue el director de arte responsable del estilo gráfico distintivo del juego. Nintendo se acercó a Square Enix, que había desarrollado Super Mario RPG, para desarrollar el juego, pero rechazaron la oferta debido al trabajo en Final Fantasy VII. En cambio, la empresa contrató a Intelligent Systems para desarrollar el título. Se llamó inicialmente Super Mario RPG 2, que estaba programado para su lanzamiento en el Nintendo 64DD, y se reveló por primera vez en el Nintendo Space World '97, una feria comercial de videojuegos organizada por Nintendo. Sin embargo, el desarrollo pasó al formato de cartucho. Aoyama se inspiró en los gráficos de PaRappa the Rapper, animación cel y el trabajo de Walt Disney y Looney Tunes para el estilo artístico. Según el productor Hiroyasu Sasano, el estilo distintivo similar al papel de los gráficos de personajes de la serie surgió de la creencia de que los jugadores «podrían estar cansados» de los gráficos 3D generados por computadora que se ven en consolas como PlayStation, ya que era difícil para los polígonos resaltar la «ternura» de los personajes. Miyamoto declaró que el juego se estaba desarrollando pensando en los usuarios aficionados. Más tarde ha sido lanzado para el iQue Player en 2004. Paper Mario vio una serie de relanzamientos para consolas de Nintendo posteriores: la consola virtual de Wii en julio de 2007, y de Wii U en abril de 2015, y a través de Nintendo Switch Online en diciembre de 2021. En 2023, Paper Mario se descompiló por completo, lo que hizo posible un port de PC y mods no oficiales.
El juego tuvo un presupuesto de marketing de 4 millones de dólares.

### Música
La banda sonora del juego se lanzó por primera vez en Japón el 21 de septiembre de 2000, con el título original del juego de Enterbrain y distribuida por la revista Famitsu. Fue seguido en los Estados Unidos unos meses después como una exclusiva de Nintendo Power con la ilustración de la portada del juego internacional. Incluyó tanto la música original del juego como los efectos de sonido en 78 pistas en dos discos. Todas las composiciones fueron escritas por Yuka Tsujiyoko, con un arreglo repetido de temas anteriores de Super Mario por Koji Kondo. La música de otros eventos y efectos de sonido del juego fue compuesta por Taishi Senda. La música recibió críticas positivas en su mayoría, y Lucas M. Thomas de IGN la describió como «vívidamente decorada con melodías expresivas y pegadizas y señales de audio cómicas».

## Recepción y legado
Paper Mario recibió elogios de la crítica, recibiendo un 93/100 en el agregador de reseñas Metacritic basado en 15 reseñas. El juego fue el más vendido en Japón en la semana de su lanzamiento, vendiendo más de 276 000 copias, y el juego más vendido durante dos semanas en otras regiones. Ocupó el puesto n.° 141 en los «200 mejores videojuegos de su tiempo» de Electronic Gaming Monthly en febrero de 2006, el 63° mejor juego creado en un sistema Nintendo en la lista «Top 200 Games» de Nintendo Power, y el decimotercer mejor juego de Nintendo 64 de todos los tiempos por la misma revista. Actualmente se ubica como el sexto juego de Nintendo 64 con mayor puntuación en Metacritic, el noveno videojuego mejor calificado de 2001, y el juego de Nintendo 64 con la puntuación más alta lanzado ese año.
Matt Casamassina de IGN elogió la accesibilidad del juego y comentó que «sirve como el juego introductorio perfecto para cualquier persona que desee explorar el género». No obstante, otros revisores se quejaron de los acertijos y jefes «fáciles de morir de cerebro» que requieren «una estrategia básica en el mejor de los casos». Se elogió el valor nostálgico del juego, y los críticos notaron la sensación de familiaridad con la serie Mario presente en la configuración y los personajes del juego. El juego se ha comparado a menudo con el título anterior de Mario RPG, Super Mario RPG. Tom Bramwell de Eurogamer juzgó que «Paper Mario es un juego muy superior a SMRPG», mientras que IGN comparó desfavorablemente la trama simple del juego con el juego SNES y RPGFan afirmó que parte de la historia de Paper Mario se copió de él. RPGFan también cuestionó el nombre de Paper Mario, ya que, en su opinión, había características de juego insuficientes o aspectos que usaban el tema del papel para justificar el nombre.
Los críticos elogiaron la combinación de juegos de rol y plataformas del juego. GameSpot destacó el sistema de batalla «emocionante y algo estratégico», que requiere que el jugador explote los puntos débiles de los enemigos. Las funciones de comando de acción «refrescantes» fueron elogiadas en particular por agregar originalidad a una fórmula de batalla que estaba presente en muchos juegos del mismo género. IGN afirmó que el juego era «el mejor juego de rol para Nintendo 64», calificándolo de «fantásticamente profundo, diseñado intuitivamente y maravillosamente gratificante». A pesar de esto, el diseño del enemigo en sí fue criticado por ser «cursi y genérico», con notables excepciones a algunos de los personajes jefes originales de Paper Mario. Eurogamer señaló que «de los diversos personajes que conoces, ninguno es menos importante que otro», dando la bienvenida a los personajes asociados y sus acertijos relacionados. GameSpot elogió el uso del humor y las misiones secundarias del juego, con referencias al control de Peach en particular.
La reacción a las imágenes del juego fue en general positiva. IGN notó algunos efectos visuales basados en papel, como cuando Mario se pliega en una cama para dormir, pero se quejó de los acercamientos de los personajes, que revelaron «una masa pixelada de colores». Aunque los revisores afirmaron que el estilo gráfico novedoso era inicialmente confuso, la mayoría finalmente acogió el estilo, con GameSpot afirmando que estaba «extremadamente bien hecho». El audio también fue elogiado principalmente, aunque los revisores criticaron la falta de actuación de voz y efectos de sonido específicos de los personajes. RPGFan fue particularmente crítico con la «música de relleno genérica» del juego, a pesar de disfrutar el uso de varias canciones simultáneamente.
Chester Barber revisó la versión de Nintendo 64 del juego para Next Generation, calificándola con cinco estrellas de cinco, y afirmó que «uno de los mejores juegos de rol de todos los tiempos, y definitivamente el mejor juego de rol disponible para Nintendo 64. Incluso si solo has estado comprando juegos para sistemas más nuevos, esta es una compra obligada». GameSpot nombró a Paper Mario como el mejor juego de Nintendo 64 de 2001. Fue subcampeón del premio anual «Mejor juego de rol» de la publicación entre los juegos de consola, que fue para Final Fantasy X. Durante la quinta edición anual de los Interactive Achievement Awards, Paper Mario fue nominado para el premio «Console Role-Playing» de la Academy of Interactive Arts & Sciences.
El juego también fue bien recibido tras su lanzamiento para la consola virtual, con Lucas M. Thomas de IGN afirmando que «se mantiene muy bien incluso en contexto frente a sus secuelas de la era GameCube y Wii, y es un juego de rol por el amor de Dios». Paper Mario también demostró ser popular en la consola virtual, alcanzando el «segundo juego más descargado» en los EE. UU. en agosto de 2007. En 2023, los entusiastas descompilaron completamente la ROM del juego en código C legible por humanos.